# CJ E&M
CJ E&M Corporation (кор. 씨제이이앤엠 주식회사) — южнокорейская медиакомпания, занимающаяся деятельностью в сфере развлечений и средств массовой информации. Является дочерним подразделением медиагруппы CJ Group;«E&M» в названии — сокращение от «Entertainment and Media» («Развлечения и СМИ»).
Компания была создана, когда корейский конгломерат CJ Group объединил шесть своих холдингов, работающих в сфере развлечений, в одну компанию под названием CJ Entertainment & Media. В частности, в компанию слились CJ Entertainment (крупнейший дистрибьютор фильмов и инвестор в Корее) и Mnet Media (музыкальные и развлекательные телеканалы, принадлежащие CJ Group). Компания была запущена 1 марта 2011 года; в ней было четыре подразделения: кинематографическое, телевещательное, музыкально-концертное и игровое (компьютерные игры). В частности, телеканалы KM и Mnet вошли в вещательное подразделение, а множество разнообразных музыкальных проектов — в музыкально-концертное. Как сообщалось, к 2015 компания собралась достичь объёма продаж в 3,1 триллиона вон (2,7 миллиарда долларов).
12 февраля 2014 года на ежегодной церемонии вручения учреждённых корейским национальным музыкальным чартом премий «Gaon Chart K-Pop Awards» компания CJ E&M была объявлена победителем в категории «Музыкальная дистрибуция».

## Подразделения
- CJ E&M Media (CJ E&M 미디어) — вещательное подразделение (телеканалы и телевизионный контент)
- CJ E&M Pictures (CJ E&M 픽처스) — фильмы
- CJ E&M Music and Live (CJ E&M 뮤직·라이브, CJ E&M eum-ak gongyeonsa yeobbumun) — музыка/концерты/онлайн
- Игры

## Дочерние лейблы / агентства по поиску талантов
- MBK Entertainment
- FNC Entertainment
- Wake One Entertainment